# ماركيتا إرجلوفا
ماركيتا ارجلوفا (ولدت في 28 فبراير 1988، في فالاشسكي ميزيريتشي، جمهورية التشيك) هي فائزة بجائزة الاوسكار لأفضل أغنية.

## حياتها

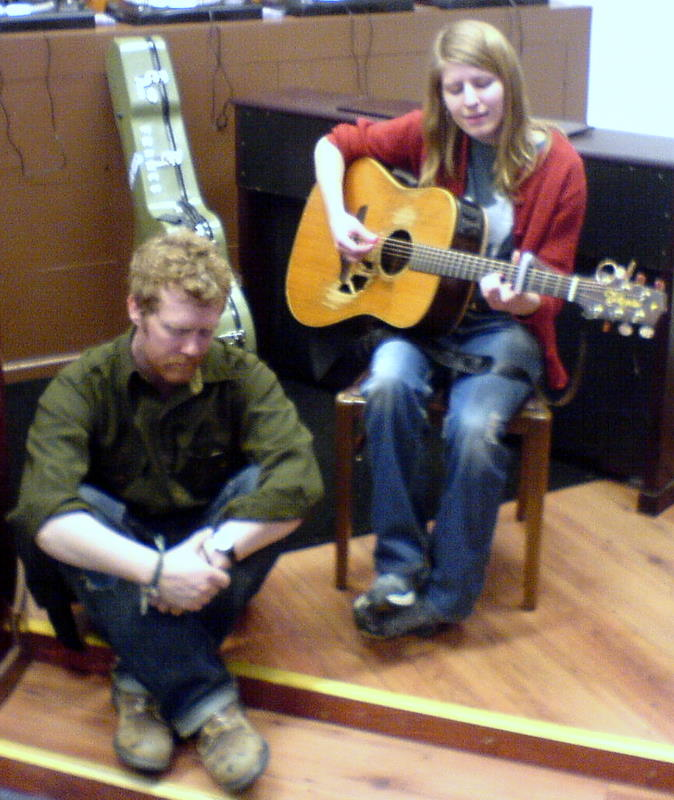
إرجلوفا مع هانسارد يؤديان في ديري، أيرلندا الشمالية في حفل موسيقي عام 2006

استقرت عام 2008 في دوبلن. ارجلوفا بدأت العزف عندما كانت بسن السابعة وبدأت بالعزف على البيانو في الثامنة عندما ابتاع لها والدها بيانو وجعلوها تبدأ في الدروس. عندما بلغت التاسعة، اشترى لها ابيها جيتار وبدأت مباشرة في العزف وتعلم الاغانى بالسمع.
تعاونت بعد ذلك مع جلين هانسارد من فرقة الروك الأيرلندية The Frames، الذي قالبته عندما كان يزور فالاشسكي ميزيريتشي، وادت معه The Swell Season. وتواعدا بين 2007 و2009 . اطلقت البوم رمزى من تسجيلات Overcoat في عام2006. وفي عام 2007 تعاونت مع هانسارد في الفيلم المستقل "مرة(بالإنجليزية : once) الذي اخرجه جون كيرني. هي وهانسارد كتبوا كل اغانى الفيلم ماعدا واحدة. فاز الفيلم بجائزة الجمهور السينمائي العالمي في مهرجان صاندانس السينمائي في عام 2007. إحدى الاغانى التي كتبوها معا هي أغنية "Falling Slowly"، التي حازت على جائزة الاوسكار وقدمت هي وهانسارد هذه الاغنية على المسرح من لوس انجلوس في 24 فبراير 2008. وعندما ذهبوا إلى المنصة بعد استلامهم الجائزة، لم تستطع ان تلقى كلمتها لان الاوركسترا غطت على صوتها لكى يغادروا المنصة، ولكن المقدم جون ستيورات دعاها مرة أخرى لكى توصل كلمتها للجمهور بعد فاصل إعلاني، وقال مخرج الاحتفال ان ما حصل قبلها كان حادثة.

قالت:
مرحبا بكم جميعا. احببت فقط ان اشكركم جزيلا. هذه خطوة كبيرة، ليس فقط لنا، ولكن لكل الموسيقيين والفنانيين المستقلين الذين قضوامعظم الوقت ينضالوا، وهذه هي الحقيقة التي نقف امامها الليلة، الحقيقة هي اننا قادرين على حمل هذه، هذا فقط دليل على انه مهما كانت الأحلام بعيدة، فإنها ممكنة. ومجهود رائع من الذين لديهم الجرأة على الحلم ولا يستسلموا ابدا. وهذه الاغنية تمت كتباتها من منظور الامل، وو اتمنى انه في نهاية اليوم ان نتصل ببعضنا البعض، مهما اختلفنا. وشكرا لكم جميعا، لكل من ساعدونا طوال الطريق. شكرا لكم"
ظهرت اريجولفا وهانسارد في اغانى فيلم أنا لست هناك عام 2007 مع نسختهم من بوب ديلن أغنية "You Ain't Goin' Nowhere".

## روابط خارجية
- ماركيتا إرجلوفا على موقع IMDb (الإنجليزية)
- ماركيتا إرجلوفا على موقع ألو سيني (الفرنسية)
- ماركيتا إرجلوفا على موقع ميوزك برينز (الإنجليزية)
- ماركيتا إرجلوفا على موقع أول موفي (الإنجليزية)
- ماركيتا إرجلوفا على موقع قاعدة بيانات برودواي على الإنترنت (الإنجليزية)
- ماركيتا إرجلوفا على موقع قاعدة بيانات الأفلام السويدية (السويدية)
- ماركيتا إرجلوفا على موقع ديسكوغز (الإنجليزية)
- ماركيتا إرجلوفا على موقع قاعدة بيانات الفيلم (الإنجليزية)
- ماركيتا إرجلوفا على موقع كينوبويسك (الروسية)